# Thomas Peuntner
Thomas Peuntner (* um 1390 in Guntramsdorf bei Wien; † 20. März (?) 1439) war ein österreichischer katholischer Prediger und Theologe.

## Leben
Peuntner studierte an der Universität Wien und wurde der Schüler von Nikolaus von Dinkelsbühl. Nach Abschluss seines Studiums berief ihn Herzog Albrecht V. von Habsburg zum Hofprediger in die Residenz. Dort war er auch als Beichtvater tätig.
Durch Fürsprache seines Lehrers Nikolaus von Dinkelsbühl wurde Peuntner 1436 in das Domkapitel von St. Stephan in Wien aufgenommen. Im darauffolgenden Jahr predigte Peuntner auch im Augustiner Chorfrauenstift Zur Himmelspforte in Wien.
Zusammen mit Nikolaus von Dinkelsbühl und Thomas Ebendorfer, genannt Thomas von Haselbach, ist Thomas Peuntner einer der Hauptvertreter der Wiener Schule der Pastoraltheologie. Es lag ihm viel daran, anstatt Furcht vor der Hölle die Gottesliebe als oberstes Ziel zu verkünden und auf die Gnade Gottes zu vertrauen. Die Melker Reform erfuhr seine Liebhabung Gottes eine enorme Verbreitung.
Im Alter von ungefähr 50 Jahren starb Thomas Peuntner wahrscheinlich am 20. März 1439. Seine letzte Ruhestätte fand er im Dom St. Stephan in Wien.

## Werke
- Beichtbüchlein
- Betrachtungen über das Vater Unser und das Ave Maria
- Büchlein von der Liebhabung Gottes
- Kunst des heilsamen Sterbens
- Die Liebe Gottes mitsampt dem Spiegel der krancken und sterbenden Menschen